# Dairis Bertāns

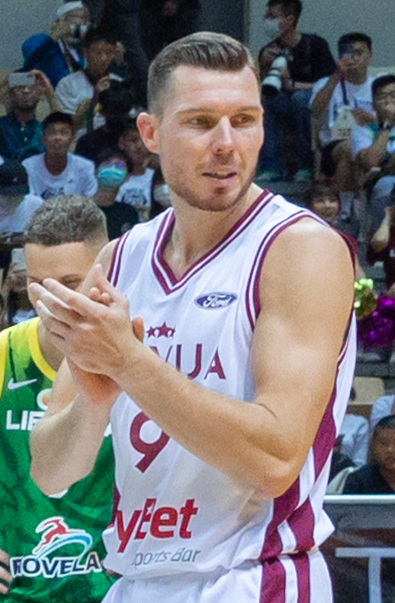
Dairis Bertāns, 2023.

Dairis Bertāns, född 9 september 1989 i Valmiera i Lettiska SSR i Sovjetunionen (idag Lettland), är en lettisk professionell basketspelare (SG) som spelar för VEF Rīga i Lettland.
Han har tidigare spelat bland annat för New Orleans Pelicans i National Basketball Association (NBA).
Bertāns blev aldrig NBA-draftad.
Han är bror till Dāvis Bertāns.